# 茱蒂丝·本哈默于埃
居蒂丝·本哈默于埃（法語：Judith Benhamou-Huet），是法国记者、作家、独立策展人，专攻艺术及艺术市场领域。本哈默于埃兼任两大法国刊物——报纸《回声报》（Les Échos）及杂志《观点》（Le Point）的每周专栏作家，并定期在个人博客网站“茱蒂丝·本哈默于埃报道”上发表文章，阐述她对艺术及艺术市场的见解。同时，她也以独立策展人的身份进行活动。迄今为止，她已出版多部书籍。

## 职业生涯

### 写作
20世纪90年代初，本哈默于埃开始为法国日报《回声报》撰写每周专栏，由此开启了职业写作生涯。本哈默于埃曾与多家知名刊物合作，包括《访谈》（Interview）、《时尚巴黎》（Vogue Paris）、《新苏黎世报》（Neue Zürcher Zeitung）、《艺术与拍卖》（Art & Auction）、《艺讯》（Artinfo）、《艺术期刊》（Art Press）、《当代美术》（Beaux-Arts）及《艺术知识》（Connaissance des Art）。二十一世纪初，本哈默于埃开始为杂志《观点》撰写每周专栏。如今，作为回声电视台及BFM电视台的常客，本哈默于埃每周都会通过屏幕，评论法国及国际艺术界正在举办的艺术展览。
本哈默于埃在新闻行业颇有建树，同时也是位硕果累累的作家。其著作包括《艺术商业》（2001年出版）、《艺术商业·二》（2007年出版），英文版分别译为《艺术的价值》（The Worth of Art）、《艺术的价值·二》[The Worth of Art]。书中，本哈默于埃深入剖析了当代艺术市场的估价原则。目前，该系列著作已用英文、简体中文及俄文三种语言出版。
2008年，本哈默于埃用法语和英语撰写了《全球收藏家》，本书由太阳神出版社（Phébus）出版。书中，她扼要介绍了120位国际艺术收藏家。
2012年，本哈默于埃撰写了《艺术家一直都爱钱》（Les Artistes ont Toujours Aimé L'Argent），书中介绍了阿尔布雷特·丢勒（Albrecht Durer）、米恩·赫斯特（Damien Hirst）等一系列知名艺术家，深入解析这些古今艺术家与金钱的关系，披露了某些出人意料的艺术家经济史。本书的法文原版由格拉赛出版社（Grasset）出版，后由世界图书出版公司北京分公司引进中国。
2014年，本哈默于埃撰写了艺术家罗伯特·梅普尔索普的生平传记，书名《罗伯特·梅普尔索普的黑白生活》（Dans la vie noire et blanche de Robert Mapplethorpe），由格拉赛出版社在法国出版。随后，真实出版社（Les Presses du Réel）出版了续作《梅普尔索普，活着——请回答》（Mapplethorpe, Vivant – Réponse à des Questions），书中本哈默于埃围绕梅普尔索普的生活与艺术，对其亲人、好友、策展人、男友进行了一系列专访。本哈默于埃曾策划过梅普尔索普的个人展览，这两部作品皆源于她当时对这位艺术家的深入研究。本哈默于埃曾两度策划的梅普尔索普的个展——其中一次是在罗丹美术馆，她担任独立策展人；另一次在巴黎大皇宫，她出任联合策展人。

### 策展
作为一名独立策展人，本哈默于埃在2009年策划了一场名为“沃霍尔与电视”的展览，深入探讨了安迪·沃霍尔与电视的关系。本哈默于埃亲自为展览编写了展品目录。后来，该展览成功在巴黎的红屋、里斯本的贝拉多博物馆及巴西各地巡展——包括里约热内卢的“嗨，未来弗拉门戈”、贝洛哈里桑塔的“嗨，未来！”及圣保罗的“塞西平皮罗斯” 展览。
2014年，本哈默于埃在巴黎的罗丹博物馆独立策划了《梅普尔索普——罗丹展》，同年，她又在巴黎大皇宫联合策划了《梅普尔索普回顾展》。
本哈默于埃还为中国艺术家艾未未策划过一场个展，展馆是欧洲和地中海文化博物馆，位于马赛。展览于2018年6月揭幕，以平行陈列的方式，展现了艾未未作品与博物馆藏品之间的对话交流。

## 出版歷史
| 年     | 标题                                                | 出版商       | ISBN                   |
| ------ | --------------------------------------------------- | ------------ | ---------------------- |
| 2001年 | 《艺术品：艺术市场或市场艺术》                      | 阿苏利纳     | ISBN 978-2-84323-305-0 |
| 2001年 | 《艺术的价值：给无价之宝定价》 英文版               | 阿苏利纳     | ISBN 978-2-84323-284-8 |
| 2006年 | 《女性的勺子》 法文版                               | 五感         | ISBN 978-2-95262-390-2 |
| 2008年 | 《艺术商业·二》 法文版、俄文版                      | 阿苏利纳     | ISBN 978-2-7594-0146-8 |
| 2008年 | 《艺术的价值·二》 英文版                            | 阿苏利纳     | ISBN 978-2-7594-0147-5 |
| 2008年 | 《全球收藏家 英文版、法文版                         | 太阳神/ 感官 | ISBN 978-2-7529-0328-0 |
| 2009年 | 《二十一世纪的印度刺绣：尽在手中》英文版            | 普雷斯特     | ISBN 978-3-7913-4229-0 |
| 2010年 | 《世界上最昂贵的艺术品》 法文版                     | 橡树         | ISBN 978-2-8123-0263-3 |
| 2012年 | 《艺术家一直都爱钱》法文版                          | 格拉赛       | ISBN 978-2-2467-6981-1 |
| 2014年 | 《梅普尔索普，活着——请回答》 法文版                 | 真实         | ISBN 978-2-84066-655-4 |
| 2014年 | 《罗伯特·梅普尔索普的黑白生活》法文版               | 格拉赛       | ISBN 978-2-24680-506-9 |
| 2015   | （中文书名为《艺术家也爱金钱？！》）                | 出版公司     | ISBN 978-7-5100-8806-3 |
| 2017   | 《阿利雅迪尼奥——巴西混血雕塑家 》 法文版 需法文核验 | 真实         | ISBN 978-2-84066-751-3 |
| 2018年 | 《艾未未的<番摊>》                                  | 手册         | ISBN 978-2-91721-799-3 |